# Lepanthes electilis
Lepanthes electilis är en orkidéart som beskrevs av Carlyle August Luer. Lepanthes electilis ingår i släktet Lepanthes och familjen orkidéer. Inga underarter finns listade i Catalogue of Life.